# سكوتي مور
وينفيلد سكوت «سكوتي» مور الثالث (بالإنجليزية: Scotty Moore)‏ (27 ديسمبر 1931 – 28 يونيو 2016) هو عازف جيتار ومهندس تسجيل أمريكي راحل. اشتهر بعزفه الجيتار مع إلفيس بريسلي في الجزء الأول من مسيرته، بين عام 1954 حتى بداية مسيرة إلفيس في هوليوود.
ينسب ناقد الروك ديف مارش إلى مور اختراع النغمة القوية على أغنية بريسلي "جيلهاوس روك" من عام 1957، والتي استهلها مور وعازف الطبول دي جاي فونتانا، وذكر فونتانا أنهما "سرقاها من مقطوعة السوينغ "أنفيل كورس" من الأربعينات. وقد وضعته مجلة رولينج ستون في المرتبة 29 ضمن قائمتها عن أعظم مائة عازف غيتار على الإطلاق في عام 2011. وتم إدخاله في الصالة الفخرية للروك آند رول في عام 2000 وقاعة مشاهير ممفيس للموسيقى في عام 2015.

## السيرة
ولد وينفيلد سكوت مور الثالث بالقرب من جادسدن، تينيسي، وهو ابن وينفيلد سكوت الابن وماتي هيفلي، وهو الأصغر بين أربعة صبية. وتعلم العزف على الإيتار من عائلته وأصدقائه في سن الثامنة. خدم مور في البحرية الأمريكية في الصين وكوريا من 1948 حتى يناير 1952، رغم أنه كان دون السن القانونية عندما دخل الجيش.
نشأ مور على سماع موسيقى الجاز والكانتري. وكان مور من معجبي عازف الجيتار تشيت أتكينز، وقاد مجموعة تسمى ستارلايت رانجلرز قبل أن يجمعه سام فيليبس في صن ريكوردز مع المغني المراهق إلفيس بريسلي. ثم انضم إليهم عازف الدبل باس بيل بلاك.
عمل الثلاثي معا في تسجيل أغنية ذاتس أول رايت في مساء 5 يوليو 1954. سجل الفريق عدة أغاني في تلك الجلسة حتى وقت متأخر من الليل. لم ينبهر الفريق بإلفيس وكانوا على وشك المغادرة والعودة إلى بيوتهم، ثم أخذ بريسلي غيتاره وغنى أغنية البلوز التي ألفها آرثر كرودوب عام 1946. وذكر مور أن إلفيس بدأ الغناء ثم تبعه بلاك ومور، ثم أمرهم سام فيليبس أن يبدؤوا من جديد ليسجل الأغنية. سجل الفريق بعدها أغنية بلو مون أوف كنتاكي لمغني البلوغراس بيل مونرو في الأيام التالية، ومنها أخذ الفريق اسمه «بلو مون بويز».
كان مور هو المدير الشخصي لبريسلي لفترة من الوقت. وانضم إليهم لاحقا عازف الطبول دي جاي فونتانا. وابتداء من يوليو 1954، قام الفريق بجولات في جميع أنحاء جنوب الولايات المتحدة، ومع ازدياد شعبية بريسلي، قاموا بجولة في كل البلاد وظهروا في برامج تلفزيونية وأفلام. كما ظهر مور وبلاك وفونتانا برامج تلفزيونية حية مثل برنامج الاخوة دورسي، ميلتون بيرل، ستيف ألين، إد سوليفان من يناير 1956 إلى يناير 1957.
عزف مور على العديد من تسجيلات بريسلي الشهيرة، مثل «ذاتس أول رايت»، "Good Rocking Tonight"، "Heartbreak Hotel"، "Mystery Train"، "Blue Suede Shoes"،"Hound Dog"، «جيلهاوس روك»، "Hard Headed Woman".
لم يرافق الفريق بريسلي في تسجيل الموسيقى التصويرية لفيلمه الأول، لاف مي تندر، لأن شركة توينتيث سينتوري فوكس لم تسمح له باستخدام فرقته الخاصة بحجة أنهم لا يستطيعون عزف موسيقى الكانتري. وبحلول ديسمبر 1956، كانوا يعانون من صعوبات مالية لأنها عروضهم لم تكن بذات الكثرة منذ أغسطس. اضطر مور وزوجته للانتقال مع أخواتها الثلاث وصهره. وتحدث الفريق عن هذه المصاعب في مقابلة مع جريدة ممفيس برس-سيميتار في ديسمبر من تلك السنة، كما تحدثوا عن عدم اتصالهم مع بريسلي نفسه. وكان السبب في المقابلة إعلانهم أن الإدارة أعطتهم الإذن لتسجيل ألبوم خاص بهم، والذي ستقوم شركة آر سي أيه فيكتور بإصداره. كان هذا الإذن مطلوبا ليظهروا كمجموعة دون بريسلي.
عرض عليهم مروج الحفلات أوسكار ديفيس أن يكون ممثلهم ومديرهم خلال جولة بريسلي في كندا عام 1957. كان مور وبلاك على استعداد للعمل معه، إذ رأوا أن بريسلي أصبح مليونيرا في حين كانوا هم يكسبون 200 دولار في الأسبوع ليعزفوا في الحفلات (100 دولار في حالة عدم وجود حفلة)، ولكن الجوقة الداعمة، وهم فريق جوردانيرز، لم يوافقوا لأنهم لم يثقوا به.
وصل التوتر إلى ذروته بعد سبتمبر 1957 خلال جلسات التسجيل الخاصة بأول ألبوم بريسلي عن الكريسماس. وقد وُعد مور وبلاك بمنحهم فرصة لتسجيل اسطواناتهم الخاصة بعد الجلسة. ولكن طُلب منهم حزم أغراضهم بعد انتهاء التسجيل. كتب الاثنان رسالة استقالة في نفس الليلة. ولم يتم منحهم سوى علاوة واحدة في غضون عامين، وكان عليهم أن يرضوا بمائة دولار في الأسبوع دون حفلات. كما شعروا بأن المدير كولونيل توم باركر يعمل ضدهم. وكانوا بالكاد يتحدثون مع بريسلي. ولم يتدخل الكولونيل باركر، ولكن ستيف شولز المدير التنفيذي لآر سي أيه فيكتور لم يهتم كثيرا بقدرات فرقة بريسلي، كان يأمل أن يكون الانفصال دائما. أجرى الثنائي مقابلة مع صحافي في ممفيس. ورد بريسلي ببيان صحفي وتمنى لهم الحظ السعيد، قائلا أن الأمور كان يمكن أن تحل المشاكل بينهما بدلا من إخبار الصحافة بالأمر. كشف بريسلي في مقابلة موازية أن الكثيرين حاولوا إقناعه بالتخلص من فرقته خلال العامين الماضيين، لذلك بقي مخلصا لهم من وجهة نظره.
كان من المقرر أن يظهر بريسلي في توبيلو في غضون أسبوعين وبدأ باختبار موسيقيين جدد. وعزف مع هانك جارلاند على الإيتار وتشاك ويجينتون على الباس (والذي كان صديق فونتانا). وفي الوقت نفسه، عزف مور وبلاك في مهرجان في دالاس. ظهر مور وبلاك مع بريسلي في أربعة من أفلامه (لوفينغ يو، جايلهاوس روك، كينغ كريول، جي آي بلوز) والتي تم تصويرها بين عامي 1957 و1960.
تم تجنيد بريسلي في عام 1958، وبدأ مور العمل في فرنوود ريكوردز وأنتج أغنية "Tragedy" للمغني توماس واين بركينز، شقيق عازف الجيتار لوثر بركينز في فريق جوني كاش.
في عام 1960، بدأ مور جلسات تسجيل مع بريسلي في آر سي أيه فيكتور، وعمل أيضا كمدير إنتاج مع سام فيليبس، حيث أشرف على جميع جوانب عمليات الاستوديو.
في عام 1964، أصدر مور ألبوما منفردا على إبيك ريكوردز باستخدام غيتاره جيبسون سوبر 400. تم فصله من طرف سام فيليبس بسبب هذا. اجتمع مور مع فونتانا وبريسلي في برنامج تلفزيوني خاص على إن بي سي باسم «68 عودة خاصة»، مع غيتاره جيبسون سوبر 400، الذي عزف عليه بريسلي أيضا، وكان ذلك في عام 1968 (توفي بلاك قبلها بثلاث سنوات). كانت هذه آخر مرة يعزف فيها الاثنان مع بريسلي، وبالنسبة لمور فكانت هذه آخر مرة يراه فيها.

### الأسلوب والتأثير
اعتمد مور في عزفه على النقر بالأصابع باستخدام ريشة إبهام، وهو يشابه أسلوب تشيت أتكينز. أشاد الناقد ديف مارش بعزف مور في أغنية بريسلي "That's Alright"، قائلا أن «غيتار مور يعزز الأغنية».
أشاد العديدون بمور باعتباره أحد رواد الجيتار في عالم الروك أند رول، رغم أنه نفسه كان متواضعا وقلل من دوره في ابتكار وتطوير هذه الموسيقى. وقال مور «كانت [الموسيقى] موجودة بالفعل. كان كارل بركينز يقوم بنفس الشيء وأنا متأكد أن جيري لي لويس كان يعزف هذه الموسيقى منذ كان عمره عشر سنوات».
كان مور حضور بارزا في أداء بريسلي رغم سلوكه الانطوائي. وأصبح مصدر إلهام للعديد من مشاهير عازفي الجيتار، بما في ذلك جورج هاريسون، وجيف بيك، وكيث ريتشاردز.  في حين كان مور يعمل على مذكراته مع المؤلف جيمس ديكرسون، قال عنه كيث ريتشاردز «أراد الجميع أن يكون إلفيس – أما أنا فأردت أن أكون سكوتي».

### المعدات
عزف مور في البداية على غيتار جيبسون إس-295 (الملقب بـ«الإيتار الذي غير العالم») قبل أن يتحول إلى غيتار جيبسون إل 5 وبعد ذلك إلى جيبسون سوبر 400.
من القطع الرئيسية بين معدات مور على العديد من التسجيلات مع بريسلي، كان جهاز راي بوتس إكوسونيك، وهو مكبر صوت غيتار مع صدى الشريط مبني داخله، والذي سمح له أن يستعين بصدى الإيتار في التسجيلات. 

### السنوات الأخيرة والوفاة
توقف مور عن العزف على الإيتار قبل بضع سنوات من وفاته بسبب التهاب المفاصل.  توفي في 28 يونيو 2016، في ناشفيل عن 84 عاما.

## الجوائز
تم تكريم مور لمساهمته الرائدة من قبل قاعة مشاهير الروكابيلي. كما تم إدخاله في قاعة مشاهير الروك أند رول في عام 2000.

## بيبلوغرافيا
- Moore، Scotty؛ Dickerson، James L. (1997). That's Alright, Elvis: The Untold Story of Elvis's First Guitarist and Manager, Scotty Moore. Schirmer Books. ISBN:978-0028645995.
- Moore، Scotty؛ Dickerson، James L. (2013). Scotty and Elvis: Aboard the Mystery Train. University Press of Mississippi. ISBN:978-1617038181.

## وصلات خارجية
- سكوتي مور التسجيلات من ديسكاغز.كوم
- سكوتي مور على موقع IMDb (الإنجليزية)
- سكوتي مور على موقع ميوزك برينز (الإنجليزية)
- سكوتي مور على موقع إن إن دي بي (الإنجليزية)
- سكوتي مور على موقع أول ميوزيك (الإنجليزية)
- سكوتي مور على موقع ديسكوغز (الإنجليزية)
- سكوتي مور على موقع قاعدة بيانات الفيلم (الإنجليزية)
- SUN Records singles discography
- Interview with Scotty Moore
- سكوتي مور على موقع فايند أغريف
- Interview with Scotty Moore for the NAMM Oral History Program July 18, 2002